# Ed Chynoweth Trophy

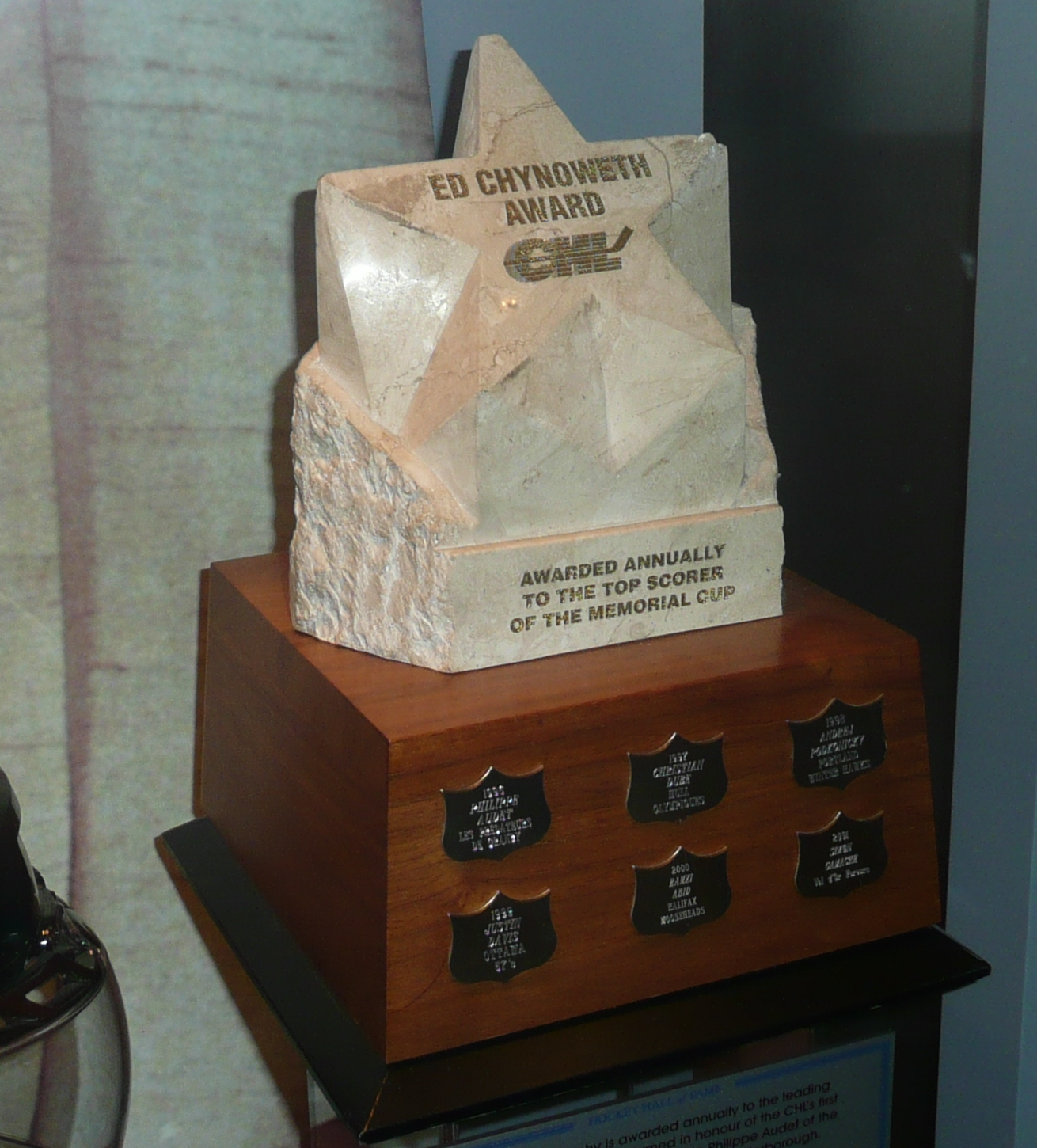
Ed Chynoweth Trophy

Ed Chynoweth Trophy je trofej udělovaná nejproduktivnějšímu hokejistovi Memorial Cupu. Trofej je pojmenována po Edu Chynowethovi, což byl prezident WHL v letech 1972 až 1996, také pomáhal založit Canadian Hockey League a byl jejím prezidentem v letech 1975 až 1996. 

## Držitelé Ed Chynoweth Trophy
| Rok  | Hráč              | Tým                   |
| ---- | ----------------- | --------------------- |
| 2023 | Logan Stankoven   | Kamloops Blazers      |
| 2022 | William Dufour    | Saint John Sea Dogs   |
| 2021 | cena neudělena    | cena neudělena        |
| 2020 | cena neudělena    | cena neudělena        |
| 2019 | Jakub Lauko       | Rouyn-Noranda Huskies |
| 2018 | Sam Steel         | Regina Pats           |
| 2017 | Dylan Strome      | Erie Otters           |
| 2016 | Mitchell Marner   | London Knights        |
| 2015 | Leon Draisaitl    | Kelowna Rockets       |
| 2014 | Henrik Samuelsson | Edmonton Oil Kings    |
| 2013 | Nathan MacKinnon  | Halifax Mooseheads    |
| 2012 | Michael Chaput    | Shawinigan Cataractes |
| 2011 | Andrew Shaw       | Owen Sound Attack     |
| 2010 | Taylor Hall       | Windsor Spitfires     |
| 2009 | Jamie Benn        | Kelowna Rockets       |
| 2008 | Justin Azevedo    | Kitchener Rangers     |
| 2007 | Michal Řepík      | Vancouver Giants      |
| 2006 | Gilbert Brulé     | Vancouver Giants      |
| 2005 | Sidney Crosby     | Rimouski Océanic      |
| 2004 | Doug O’Brien      | Gatineau Olympiques   |
| 2003 | Gregory Campbell  | Kitchener Rangers     |
| 2002 | Matthew Lombardi  | Victoriaville Tigres  |
| 2001 | Simon Gamache     | Val-d'Or Foreurs      |
| 2000 | Ramzi Abid        | Halifax Mooseheads    |
| 1999 | Justin Davis      | Ottawa 67’s           |
| 1998 | Andrej Podkonický | Portland Winter Hawks |
| 1997 | Christian Dubé    | Hull Olympiques       |
| 1996 | Philippe Audet    | Granby Prédateurs     |